# Rufo (vescovo di Torino)
Rufo di Torino, in latino Rufus, (... – Torino, ...; fl. VI secolo) è stato vescovo di Torino documentato nella seconda metà del VI secolo.

## Biografia
Rufo è noto per essere menzionato nel De gloria martyrum di Gregorio di Tours. Questi racconta che il vescovo Rufo di Torino si oppose alla richiesta del suo Arcidiacono di trasferire a Torino le reliquie di san Giovanni Battista venerate nella Maurienna urbs, ossia l'odierna San Giovanni di Moriana, che all'epoca faceva parte della diocesi torinese; quando l'arcidiacono tentò di sottrarle, fu colpito da una malattia improvvisa che lo portò in tre giorni alla morte.
Questo episodio è da collocarsi cronologicamente prima che Moriana venisse elevata al rango di sede episcopale, all'epoca del re di Borgogna Gontrano, in un periodo compreso tra il 575 e il 581/583. In base all'epitaffio del vescovo Ursicino, che, se corretta l'interpretazione della cronologia della sua vita, sarebbe diventato vescovo nel 562, l'episcopato di Rufo deve giocoforza collocarsi prima di questa data.
In un'altra parte del suo De gloria martyrum, Gregorio di Tours racconta di un altro episodio, precedente a quello del vescovo Rufo, in cui tre vescovi, a causa della notizia dei prodigi operati attorno alle reliquie del Battista, portate dall'Oriente da una donna di Moriana, si recarono nella città per venerarle; nel tentativo di staccarne ognuno una parte, non vi riuscirono, ma miracolosamente ottennero in cambio una goccia del sangue del Precursore. Nella Vita Tigridis risalente al X secolo, questi tre vescovi vengono identificati con Rufo di Torino e con i vescovi di Aosta e di Belley. Nulla però induce ad identificare uno dei tre vescovi del racconto gregoriano col vescovo Rufo, visto che Gregorio di Tours non ne menziona né i nomi né le loro sedi di appartenenza.
Il vescovo di Torino viene poi identificato con il vescovo Rufo, la cui sede però non è menzionata, che, su richiesta di Nicezio di Treviri (526-561), suo amico, inviò in Germania degli artigiani de partibus Italiae. In realtà si tratterebbe del vescovo Rufo di Octodurus nel Vallese.